# Tecoma stans
Espèce
Classification phylogénétique
Tecoma stans, communément appelé Bois pissenlit (à la Réunion), Bois Caraïbes ou Trompette d'or,,, est une espèce de plantes à fleurs de la famille des Bignoniaceae. C'est un arbuste tropical originaire d'Amérique.

## Description

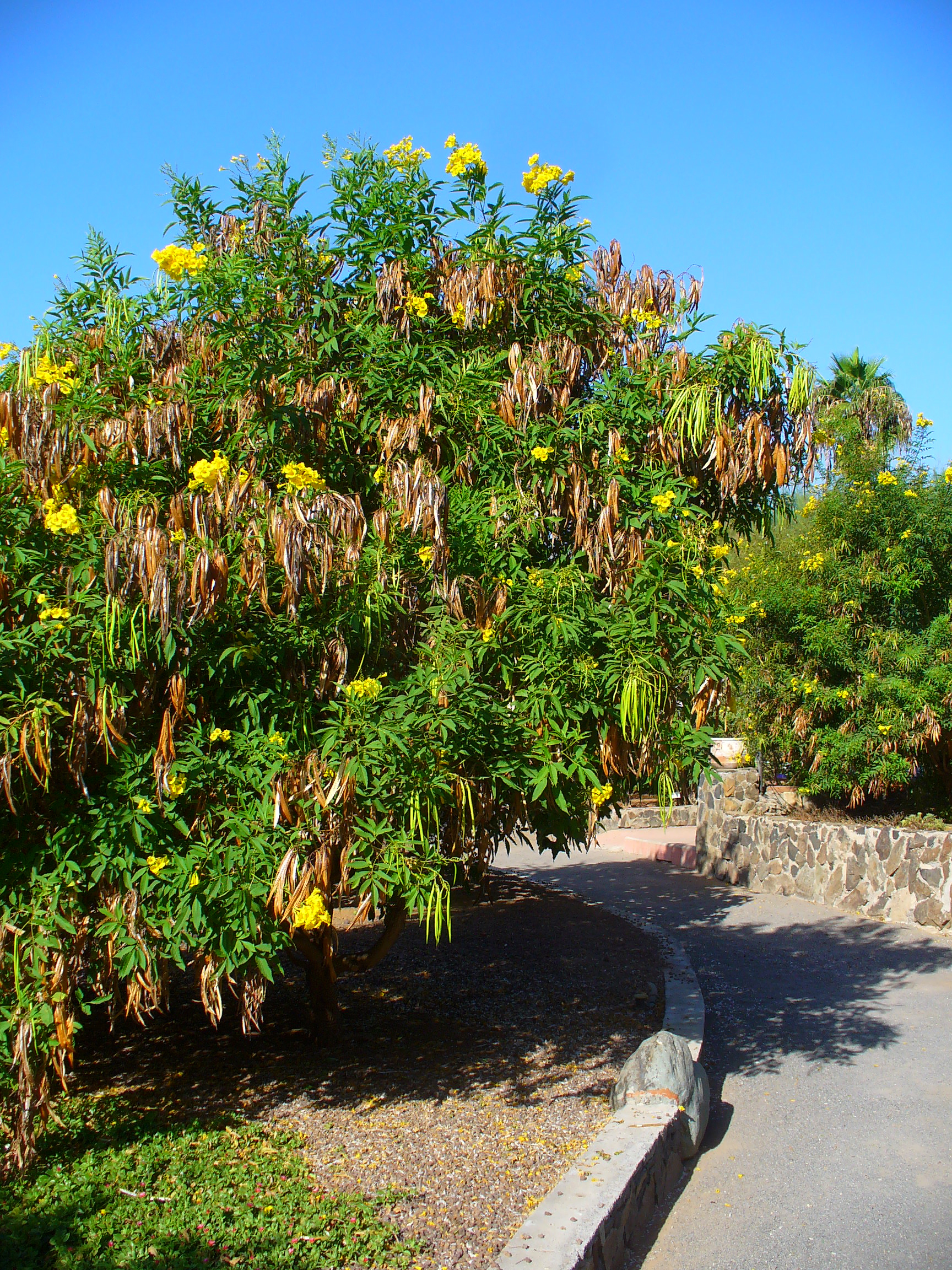
Aspect général.

### Port
L'espèce se présente comme un arbuste haut de 1 à 8 mètres.

### Feuilles
Les feuilles sont composées, imparipennées, opposées, de 10 à 25 cm de long, et comprennent à 3 à 6 paires de folioles. Les folioles, glabres sur les deux faces, sont à limbe elliptique lancéolé de 2 à 10 cm de long et de 1 à 4 cm de large, au sommet longuement acuminé et à la base en coin. La marge est finement dentée.

### Fleurs
Les fleurs jaune vif en forme de trompette sont regroupées en grappe. La floraison a lieu toute l'année.
Ces fleurs attirent de nombreuses espèces d'oiseaux, dont des colibris. 

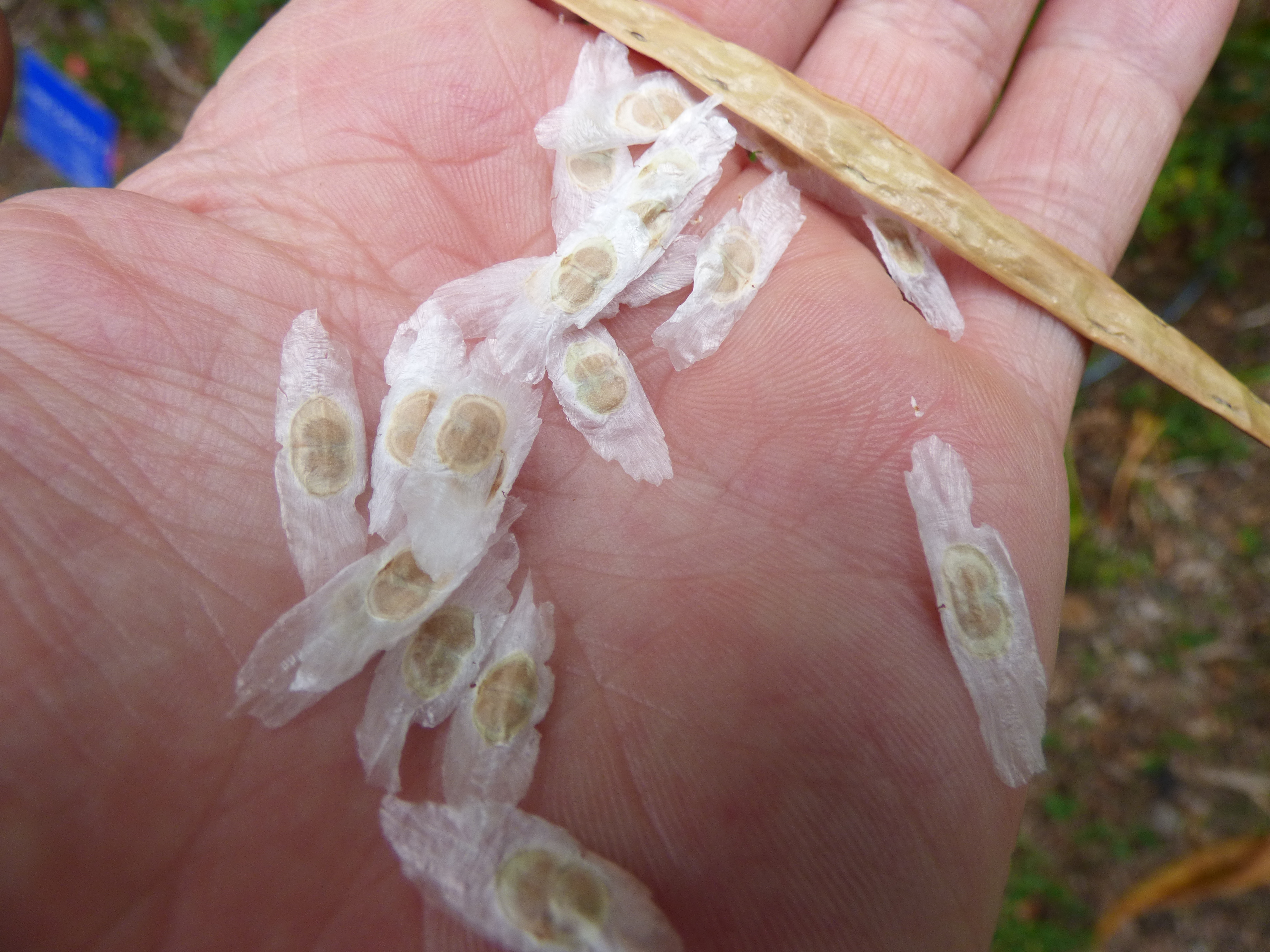
Graines.

### Fruits
Les fruits sont des siliques linéaires pendantes. Elles libèrent en s'ouvrant de nombreuses graines aux ailes membraneuses.

## Reproduction
Tecoma stans se reproduit de manière sexuée (par anémochorie) ou asexuée (rejette de souche).

## Répartition
Elle est naturellement présente dans les zones tropicales d'Amérique ainsi qu'en Guadeloupe et en Martinique.
L'espèce affectionne les régions sèches et ensoleillées du littoral. Elle se plaît en particulier sur les bords de route.

## Caractère envahissant
L'espèce est considérée comme invasive en Afrique (notamment en Afrique du Sud), en Amérique du Sud, en Asie, en Australie et dans les îles du Pacifique. Originaire du Mexique, du Nouveau-Mexique, de l'Arizona et du Texas, elle a été volontairement introduite dans de nombreuses parties du monde pour ses qualités horticoles,. Elle présente désormais un danger important pour la biodiversité. Elle entre en concurrence avec les espèces locales et peut former d'épais fourrés quasiment monospécifiques.

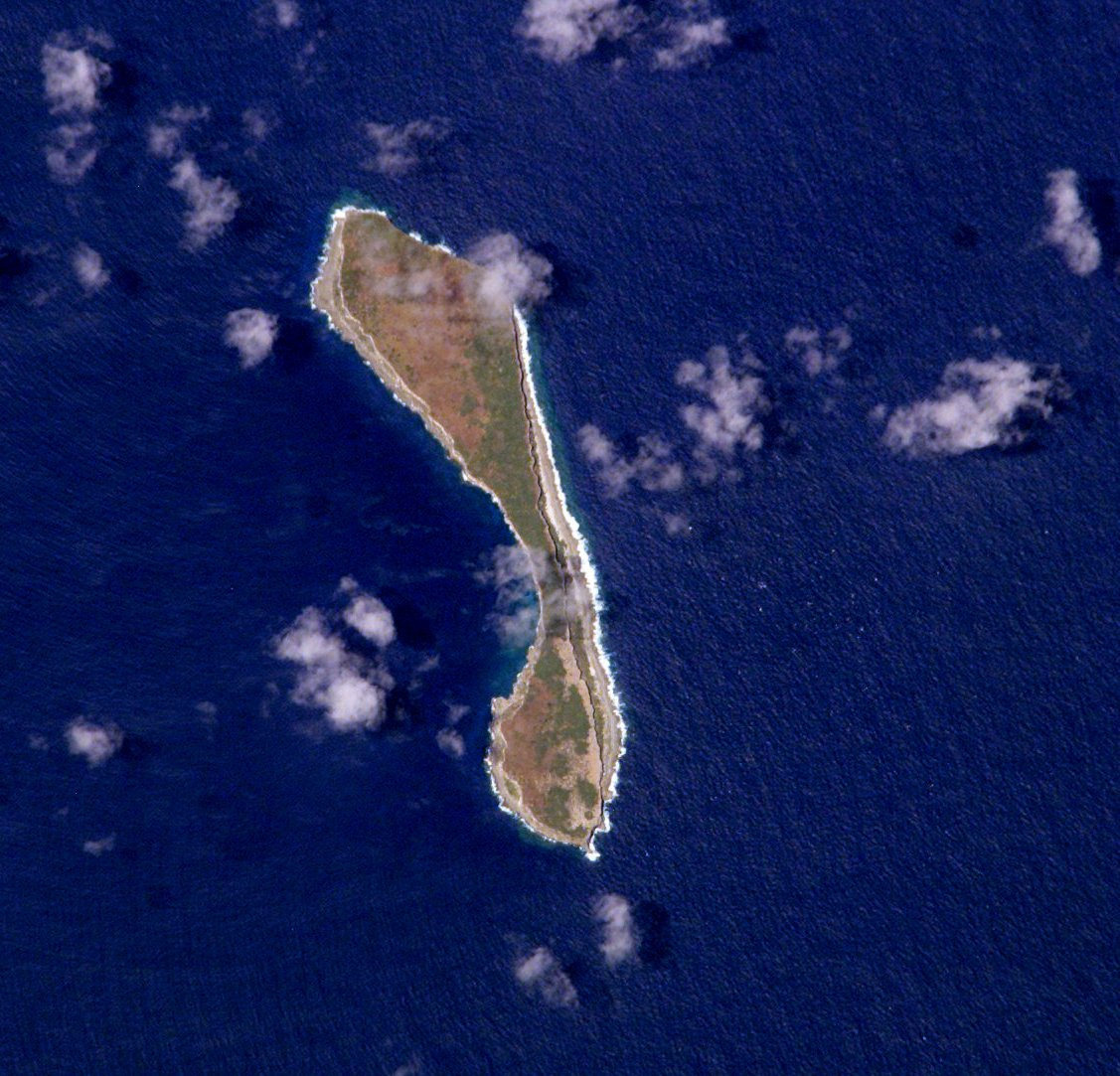
L'Île Walpole, au large de la Grande Terre, est inhabitée. Une partie de sa superficie est pourtant envahie par l'espèce Tecoma stans.

### Dans les territoires, pays et départements d'outre-mer
L'espèce est considérée comme envahissante en Nouvelle-Calédonie et en Polynésie française, où elle a été introduite par l'homme.

#### En Nouvelle-Calédonie
Elle représente une telle menace en Nouvelle-Calédonie, où elle aurait été introduite en 1904, qu'il est interdit de l'introduire dans les espaces naturels, d'en détenir chez soi, d'en transporter des individus, de les céder à titre gratuit, de les vendre ou de les acheter. Elle y colonise aussi bien des milieux secondarisés que des espaces relativement conservés.
Dans les années 1990, elle a proliféré  dans  toute  la  région  de Boulouparis, profitant de la chute des effectifs des Faux mimosas (Leucaena leucocephala), qui étaient attaqués par un psylle.
Les cerfs ne la consomment pas et ne permettent donc pas de réguler les populations.
Elle a envahi une partie de l'Île Walpole, pourtant inhabitée.
En raison de son caractère envahissant, le Code de l'environnement de la Province Sud interdit l’introduction dans la nature de cette espèce ainsi que sa production, son transport, son utilisation, son colportage, sa cession, sa mise en vente, sa vente ou son achat.

## Synonymes
- Bignonia frutescens Mill.
- Bignonia incisa hort. ex A. DC.
- Bignonia sorbifolia Salisb.
- Bignonia stans L.
- Bignonia tecoma Wehmer
- Gelseminum molle (Kunth) Kuntze
- Gelseminum stans (L.) Kuntze
- Stenolobium incisum Rose & Standl.
- Stenolobium molle (Kunth) Seem.
- Stenolobium quinquejugum Loes.
- Stenolobium stans (L.) Seem.
- Stenolobium tronadora Loes.
- Tecoma fabrisii T. Mey.
- Tecoma incisa Sweet
- Tecoma molle Kunth
- Tecoma tronadora (Loes.) I.M. Johnst.
- Tecoma velutina Lindl.